# Bitch
"Bitch", também conhecida pelo seu título censurado Nothing In Between, é uma canção composta e gravada pela artista americana Meredith Brooks. Foi lançado em maio de 1997 como o primeiro single de seu álbum de estréia, Blurring the Edges.

## História
A canção foi co-escrita por Brooks. Inicialmente, algumas estações de rádio preferiu não mencionar o nome da música e, ao invés, se referem a ele como "uma canção de Meredith Brooks". No entanto, com o tempo, seu nome tornou-se mais comum de anunciar no ar. Mais tarde sobre, remixes diferentes da canção se tornou popular nos clubes de dança.

## Sucesso
A música subia na parada da Billboard, acabou atingindo um máximo de número 2. Ele estreou em número seis no UK Singles Chart em 27 de Julho de 1997 e ficou entre os dez primeiros durante quatro semanas. A música também foi um grande sucesso na Oceania, onde alcançou o número dois na Austrália e quatro na Nova Zelândia. Ele classificou a número 79 em 100 VH1 Greatest Songs dos anos 90.

### Desempenho nas Paradas
| Chart (1997-1998)                              | Posição |
| ---------------------------------------------- | ------- |
| Austrália (ARIA)                               | 2       |
| Áustria (Ö3 Austria Top 75)                    | 5       |
| Bélgica (Ultratop 50 de Flandres)              | 5       |
| Bélgica (Ultratop 50 da Valônia)               | 28      |
| (RPM)                                          | 2       |
| (Eurochart Hot 100)                            | 9       |
| França (SNEP)                                  | 42      |
| O campo songid é OBRIGATÓRIO PARA PARADA ALEMÃ | 19      |
| (IRMA)                                         | 12      |
| Países Baixos (Dutch Top 40)                   | 12      |
| Nova Zelândia (Recorded Music NZ)              | 4       |
| Noruega (VG-lista)                             | 5       |
| Suécia (Sverigetopplistan)                     | 12      |
| Suíça (Schweizer Hitparade)                    | 10      |
| (The Official Charts Company)                  | 6       |
| Billboard Hot 100                              | 2       |